# Protospinax
Protospinax es un género extinto de tiburón, que existió hace 150 millones de años, en el Jurásico Superior. Sus fósiles han sido encontrados en Alemania.
Fue uno de los primeros tiburones en separarse de su rama, ya que dio origen a las primeras rayas. Posiblemente se alimentaba de crustáceos de pequeño tamaño.